# Mikakunin de Shinkoukei
Mikakunin de Shinkoukei (未確認で進行形 Mikakunin de Shinkōkei?, Comprometida con lo desconocido) es un manga japonés en forma de historieta de cuatro viñetas realizado por Cherry-Arai. La historieta ha sido serializada en la revista Manga 4-Koma Palette de la editorial Ichijinsha desde el mes de abril de 2009. Una adaptación al anime realizada por la compañía Doga Kobo fue emitida en Japón entre enero y marzo de 2014.

## Argumento
Kobeni Yonomori es una chica de preparatoria que vive con su madre y su hermana mayor Benio. Al cumplir los 16 años Kobeni se entera de que, debido a un acuerdo hecho por su difunto abuelo, está comprometida con un chico llamado Hakuya Mitsumine quien, junto con su hermana pequeña Mashiro, van a vivir con Kobeni. A medida que Kobeni se va adaptando a esta nueva familia, descubre de que Hakuya y Mashiro son más de lo que aparentaban.

## Personajes

### Personajes principales
Kobeni Yonomori (夜ノ森 小紅 Yonomori Kobeni?)
Seiyū: Haruka Terui
La protagonista principal, una joven responsable de 16 años de edad, quien se encarga de la cocina y de las tareas domésticas. Cuando era una niña se cayó por un precipicio, pero fue salvada por Hakuya. Dado que el incidente borró buena parte de sus recuerdos de aquella época, no recuerda a Hakuya la primera vez que se encuentra con él de nuevo. Con el tiempo recupera más recuerdos del incidente, después de enterarse de que había recibido la mitad del poder inhumano de Hakuya, lo que causa como efecto secundario de que sufra fiebres en varias ocasiones. Ella es conocida entre los muchachos por su linda cara, busto grande y caderas "para procrear" (aunque ella está consciente de eso), junto a la atención no deseada que recibe por ser la hermana menor de la presidenta del consejo estudiantil.
Hakuya Mitsumine (三峰 白夜 Mitsumine Hakuya?)
Seiyū: Wataru Hatano
Es el prometido arreglado de Kobeni y el hermano mayor de Mashiro. Un muchacho tranquilo, pero bondadoso que siempre que puede ayuda silenciosamente a Kobeni, sin embargo, a veces es lento para entender situaciones complicadas. En una ocasión salvó la vida de Kobeni después de que ambos cayeran por un acantilado y él se culpa por no haberlo impedido. Él perdió su ojo derecho en el accidente, por lo que deja crecer su flequillo largo para cubrir la cicatriz. Hakuya tiene una manía de construir modelos de edificios históricos, que a menudo son arruinados por Mashiro. Más tarde se revela que él es un Inugami, y que le dio la mitad de su poder a Kobeni para salvarle la vida. Su rostro, habitualmente inexpresivo, hace de él una persona difícil de entender, incluso para su familia, con Kobeni siendo hasta ahora la única excepción.
Mashiro Mitsumine (三峰 真白 Mitsumine Mashiro?)
Seiyū: Yuri Yoshida
La hermana menor de Hakuya, que fue capaz de inscribirse en la clase de Kobeni a pesar de tener 9 años de edad, ya que usa la hipnosis para desplazarse entre la multitud. A menudo trata de demostrar que ella no es una niña a pesar de que no tiene más de diez años, pero sus sentimientos honestos sobre sus gustos y disgustos se leen a menudo fácilmente por los demás. Ella es muy temerosa de Benio pero se deja llevar fácilmente por las cosas dulces. Mashiro también le tiene miedo a los aliens, pero está bastante intrigada por los UMAs.
Benio Yonomori (夜ノ森 紅緒 Yonomori Benio?)
Seiyū: Eriko Matsui
La hermana mayor de Kobeni, quien es la presidenta del consejo estudiantil de su escuela. Ella tiene el complejo de siscon y lolicon, y es muy cariñosa tanto con Kobeni, que ya se ha acostumbrado a ella, como con Mashiro, quien le teme enormemente. Benio es muy popular en la escuela, a menudo resalta una personalidad más refinada que en su casa. En la escuela es llamada Benio-sama. Ella se vuelve protectora con Kobeni luego de su accidente, ya que se siente un poco responsable por lo que le pasó.
Akane Yonomori (夜ノ森 茜 Yonomori Akane?)
Seiyū: Yui Watanabe
Es la madre de Kobeni y de Benio. Casi siempre está ocupada trabajando.
Shirayuki Mitsumine (三峰 白雪 Mitsumine Shirayuki?)
Seiyū: Yuri Komagata
Es la madre de Mashiro y de Hakuya, es pequeña y parece joven para su edad. A menudo se distrae con las cosas dulces y casualmente tiende a dejar escapar los detalles importantes. Ella es a quien se le escapó decir que el clan Mitsumine no es humano.

### Personajes secundarios
Mayura Momouchi (桃内 まゆら Momouchi Mayura?)
Seiyū: Aimi
Compañera de Kobeni y su mejor amiga, cuya familia dirige una fábrica de chocolates.
Nadeshiko Kashima (鹿島 撫子 Kashima Nadeshiko?)
Seiyū: Ayane Sakura
La vicepresidenta del consejo estudiantil, quien a menudo tiene que poner bajo control los impulsos de Benio.
Konoha Suetsugi (末続 このは Suetsugi Konoha?)
Seiyū: Saki Fujita
La secretaria del consejo estudiantil, ella admira mucho a Benio y la encuentra sublime como todos los demás en la escuela (con unas pocas excepciones: Mashiro, etc) y tiene celos hacia Kobeni y Mashiro porque ambos viven con ella. Konoha es de la misma especie que Mashiro y Hakuya y parece interesada en conseguir casarse con Hakuya porque su madre le dijo que no se pierda la oportunidad de reclamar un macho de su especie, debido a lo raros que son.
Niko Ōno (大野 仁子 Ōno Niko?)
Seiyū: Asuka Kakumoto
Amiga íntima de Konoha y miembro del club de periódico de la escuela. Siempre está a la caza de una primicia para conseguir que la asciendan a editor en jefe.

## Media

### Manga
Mikakunin de Shinkōkei es un manga japonés en forma de historieta de cuatro viñetas realizado por Cherry-Arai y publicado por Ichijinsha. El primer capítulo fue lanzado el 22 de abril de 2009, en la revista Manga 4-Koma Palette (ahora llamada Manga 4-Koma Kings Palette) en su edición de junio de 2009. El 27 de febrero de 2022, Manga 4-Koma Palette dejó de publicarse y el manga se transfirió a Monthly Comic Rex el mes siguiente. La serie terminó con el lanzamiento de su último capítulo en la edición de abril de 2024 de la revista Monthly Comic Rex el 27 de marzo de 2024. La serie ha sido recopilada en 15 volúmenes tankōbon desde el 22 de julio de 2010, y el más reciente publicado el 27 de septiembre de 2023. El cuarto volumen fue lanzado simultáneamente con una edición limitada el 28 de diciembre de 2013. Incluía un DVD con un clip de música animada de la canción Zentaiteki ni Sensation (ぜんたい的にセンセーション?) realizada por Haruka Terui, Eriko Matsui y Yuri Yoshida. Un OVA fue lanzado junto a la edición limitada del quinto volumen.

### Anime
Una serie de anime fue emitida en Japón por el canal ABC entre el 8 de enero y el 26 de marzo de 2014. La serie está dirigida por Yoshiyuki Fujiwara en el estudio Dogakobo con el guion del escritor Fumihiko Shimo y con el diseño de los personajes hecho por Ai Kikuchi, quien también es el director en jefe de la animación. Además de ABC, el anime también fue emitido por AT-X, Tokyo MX y BS11 y fue transmitido simultáneamente con subtítulos en inglés por Crunchyroll, y a través de determinados puntos de venta digitales por Sentai Filmworks. La serie se estrenará en Japón en volúmenes de 6 DVD y discos Blu-ray entre el 19 de marzo y el 20 de agosto de 2014. El primer volumen contiene un OVA de 12 minutos de duración. Un OVA de 10 minutos de duración fue lanzado el 28 de marzo de 2014, que venía incluido en la edición limitada del quinto volumen tankōbon del manga.

### Banda sonora
Los temas de comienzo y conclusión de cada episodio son cantados por las seiyūs de las tres personajes femeninas principales de la serie.

#### Opening
El tema de comienzo de cada episodio es "Tomadoi  Recipe" cantado por Haruka Terui, Eriko Matsui y Yuri Yoshida.

#### Ending
El tema de conclusión para cada episodio es "Masshiro World" cantado por Haruka Terui, Eriko Matsui y Yuri Yoshida.